# Giuseppe Pinelli
Giuseppe Pinelli, italijanski anarhist; * 1928, Milano, † 15. december 1969, Milano.
Pinelli je bil železniški delavec in anarhistični aktivist v severnoitalijanskem Milanu. Bil je tudi tajnik italijanske veje Anarhističnega črnega križa. Umrl je zaradi padca skozi okno policijske postaje, katerega vzroki so sporni.
Pinelli je bil vkup z nekaterimi drugimi anarhisti aretiran in odveden na zaslišanje potem, ko je 12. decembra 1969 bombni napad na milanski trg Piazza Fontana terjal življenja 16 ljudi, ranil pa dodatnih 84. Oblasti so ga zadrževale in zasliševale tri dni, kar je dlje od časa, ki ga predpisuje italijanski zakon. Nekaj pred polnočjo 15. decembra 1969 je Pinelli padel skozi okno četrtega nadstropja milanske policijske postaje. Uradni razlog njegove smrti je bil samomor, a pričevanja očividca govorijo o tem, da je bil pahnjen skozi okno. V zvezi s tem je leta 1971 stekla preiskava proti enemu izmed detektivov, Luigiju Calabresiju, obtožbe o umoru pa so bile kasneje umaknjene zaradi pomanjkanja dokazov. Calabresi je bil 1972. leta ubit pred svojim domom, za kar je bil na 22 let zaporne kazni obsojen nekdanji član avtonomističnega gibanja Lotta Continua (slovensko Stalen boj) Adriano Sofri.
Pinelli tako nikoli ni bil obtožen bombnega napada, zanj pa so dosmrtne zaporne kazni v sojenju leta 2001 prejeli trije člani italijanske neofašistične organizacije Ordine Nuovo (slovensko Novi red).
Pinellijeva smrt je dala navdih znani dramski igri Nobelovega nagrajenca Daria Foja Naključna smrt anarhista (italijansko Morte accidentale di un anarchico).